# Ganso-do-canadá
O ganso-do-canadá ou ganso-canadense (Branta canadensis) é uma ave anseriforme da família Anatidae, típica da América do Norte. A espécie nidifica no Canadá e Estados Unidos da América, numa grande variedade de habitats perto de massas de água. Os Grandes Lagos suportam um grande número de gansos-do-canadá. Algumas populações, nomeadamente as da costa do Pacífico, não são migratórias, outras viajam no inverno para climas mais temperados. Através do uso sistemático de anilhagem, foi descoberto que o ganso-do-canadá visita esporadicamente as Ilhas Britânicas, Escandinávia e península da Kamchatka. O ganso-do-canadá foi introduzido na Europa pela primeira vez no reinado de Jaime II de Inglaterra, como adição à colecção de St. James Park. Hoje em dia habita parques, florestas e jardins no norte da Europa.
O ganso-do-canadá mede entre 90–100 cm de comprimento, 160–175 cm de envergadura, e pesa entre 3,5-6,5 kg, sendo as fêmeas um pouco menores. A sua plumagem é castanha, com o pescoço longo e cabeça pretos. Talvez a característica visual mais marcante desta espécie seja a faixa branca, muito marcada, na zona da queixada. As diversas sub-espécies (ver em baixo) distinguem-se por detalhes nas tonalidades da plumagem e distribuição geográfica.
A alimentação é feita à base de material vegetal, particularmente plantas aquáticas. O ganso-do-canadá alimenta-se enquanto nada, mergulhando o longo pescoço na água. Durante períodos de migração, podem tirar partido de resíduos agrícolas como sementes e feno.
Os gansos-do-canadá formam casais monogâmicos por volta dos dois anos, que permanecem unidos até à morte de um dos parceiros. Na época de nidificação, o casal escolhe um território junto da água, que protege de intrusos, sejam eles outros gansos ou de outras espécies, com agressividade. A fêmea põe entre 4 e 8 ovos por época, incubados por ambos os membros do casal ao longo de 25-28 dias. Durante este período, os gansos-do-canadá perdem as penas de voo e, como tal, a capacidade de voar. Assim que os juvenis eclodem, os progenitores acompanham-nos em excursões de alimentação. Os juvenis têm o hábito curioso de seguir o pai ou mãe em linha indiana, que se designa por parada.

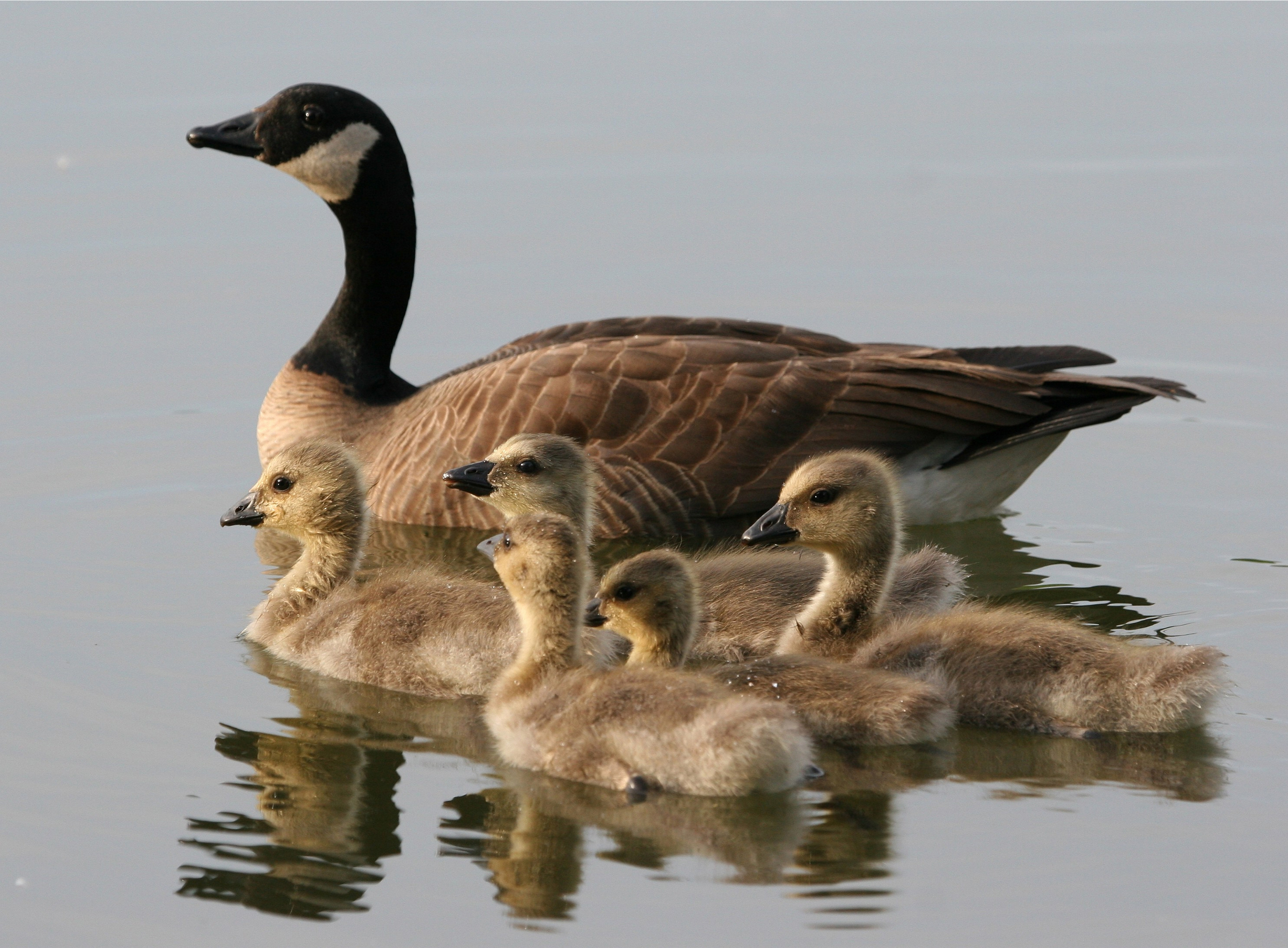
Adulto e juvenis

Por vezes, várias famílias reúnem-se para se alimentar em aglomerações de adultos e juvenis – as creches. Os gansos-do-canadá são muito cuidadosos com as suas crias e protegem-nas de qualquer ameaça de agressão, atacando, se for preciso, animais de muito maiores dimensões. A esperança de vida média de um ganso-do-canadá é de cerca de 20 anos.
O ganso-do-canadá não inspira grandes cuidados de conservação e hoje em dia está listado pelo IUCN como pouco preocupante. Nem sempre foi assim. No início do século XX, o ganso-do-canadá estava seriamente ameaçado por degradação de habitat e caça excessiva ao longo de mais 200 anos de convivência com o Homem. A subespécie B. c. maxima esteve mesmo considerada como extinta em 1952, até um pequeno grupo ser redescoberto no Minnesota. Com a entrada em vigor de programas de preservação e limites de caça, o ganso-do-canadá recuperou bem e adaptou-se às novas condições e a ambientes urbanos, principalmente campos de golfe.

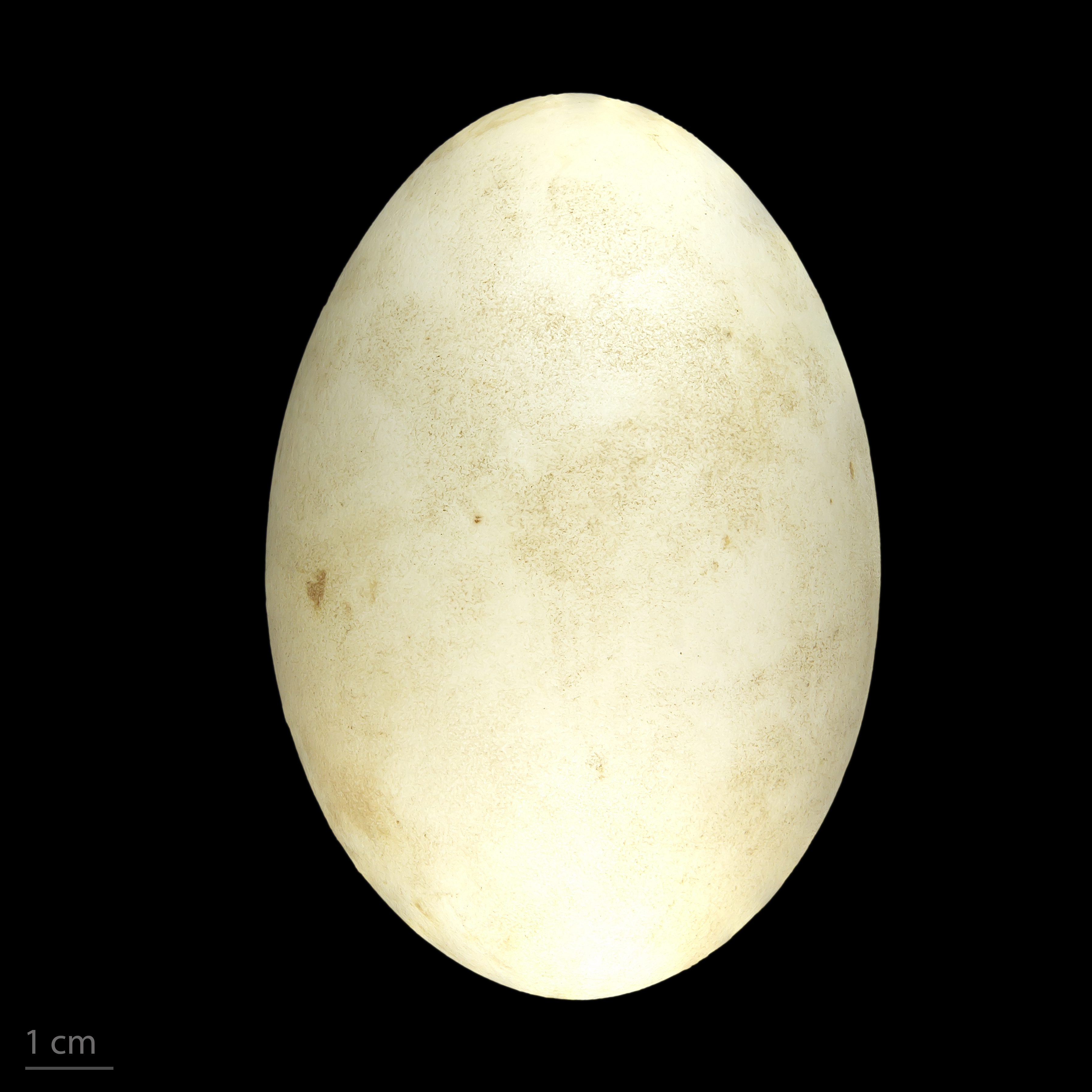
Branta canadensis - MHNT

## Subespécies
- Branta canadensis canadensis
- Branta canadensis interior
- Branta canadensis maxima
- Branta canadensis moffitti - (Aldrich, 1946)
- Branta canadensis fulva
- Branta canadensis occidentalis
- Branta canadensis parvipes

Existe hibridização entre estas sub-espécies.